# 光響
株式会社光響（英称：Kokyo, Inc.）は、京都府京都市伏見区に本社を置く、レーザー関連製商品の販売事業(商社事業、メーカー事業)、その他レーザー関連事業（光・レーザーに関する情報サイト、動画学習サービス）の運営をおこなう企業。TOKYO PRO Marketに上場。

## 会社概要
創業者で現代表取締役社長の住村和彦が、2009年（平成21年）に大阪府茨木市で「合同会社光響」として設立、2011年（平成23年）に株式会社に改組。
研究者や技術者の中には、フルスペック型の高価なレーザーではなく、目的に応じた低価格のレーザーを求めるニーズが一定数あることに着目し、研究者・技術者に向けた最適なレーザー等の技術を届ける、レーザープラットフォームビジネスを展開している。
光・レーザーに関する情報サイトの運営も行っており、教科書レベルから論文レベルまで幅広く実用的な情報を掲載している。

## 沿革
- 2009年 - 合同会社光響を設立。
- 2011年 -  株式会社に改組し、株式会社光響を設立。
- 2012年 -  本社を京都市下京区に移転。
- 2020年 -  京都市西京区に京大桂VPラボを開設。
- 2023年 -  東京証券取引所 TOKYO PRO Marketに上場。
- 2024年 -  本社及び京大桂VPラボを京都市伏見区に移転統合。
- 2025年 -  日本マイクロ光器株式会社の全株式を取得。

## 政策支援
- 2020年 -  京都ビジネス交流フェア2020出展 [5]
- 2020年 -  令和元年度補正ものづくり・商業・サービス生産性向上促進補助金採択 [6]
- 2020年 -  「経営革新」（中小企業等経営強化法に基づく経営革新）、令和2年度経営革新計画承認 [7]
- 2020年11月 -  京都中小企業応援条例元気印企業認定書 [8]
- 2021年3月 -  京都市ベンチャー企業目利き委員会 Aランク認定 [9]
- 2024年 -  京都市xJ-GoodTech 注目企業（ものづくり生産財、レーザー技術を活用し、次世代半導体材料の微細加工や現場の省人化・省力化を実現） [10]

## 認定・受賞
- 2022年 -  米国 Semiconductor Review 誌により「2022 年フォトニクスソリューションプロバイダー企業トップ 10」（記事原文リンク）に選出 [11]
- 2023年9月 -  マイベストプロ京都専門家認定 [12]
- 2023年 -  2023年度 「はばたく中小企業・小規模事業者300社」認定（事業再構築・生産性向上） [13]

## 主要製品
- レーザークリーナー
- レーザーマーカー
- フェムト秒レーザー加工機
- LiDAR
- ビームプロファイラ